# Emmanuel Dolivet
Pour les articles homonymes, voir Dolivet.
Emmanuel Dolivet, né le 17 mai 1854 à Rennes et mort le 18 novembre 1910 à Paris, est un sculpteur français.
Élève de Jules Cavelier à l’École nationale supérieure des beaux-arts, il expose régulièrement au Salon des artistes français entre 1877 et 1909, où il obtient plusieurs médailles. Il est l'un des nombreux praticiens d'Auguste Rodin.

## Biographie
Emmanuel Dolivet naît le 17 mai 1854 à Rennes. Son père, Jean-Pierre Dolivet, est artisan tonnelier.
Après ses premières études chez les Frères des écoles chrétiennes dans sa ville natale, Emmanuel Dolivet est admis à l’École des beaux-arts de Paris où il est l’élève de Jules Cavelier.
Il débute au Salon des artistes français en 1877 et y expose régulièrement jusqu’en 1909.
Il obtient la mention honorable au Salon de 1882, une médaille de troisième classe en 1886, une médaille de deuxième classe en 1890 et une médaille d’argent à l’Exposition universelle de 1900.
Emmanuel Dolivet est l’un des nombreux praticiens d’Auguste Rodin.

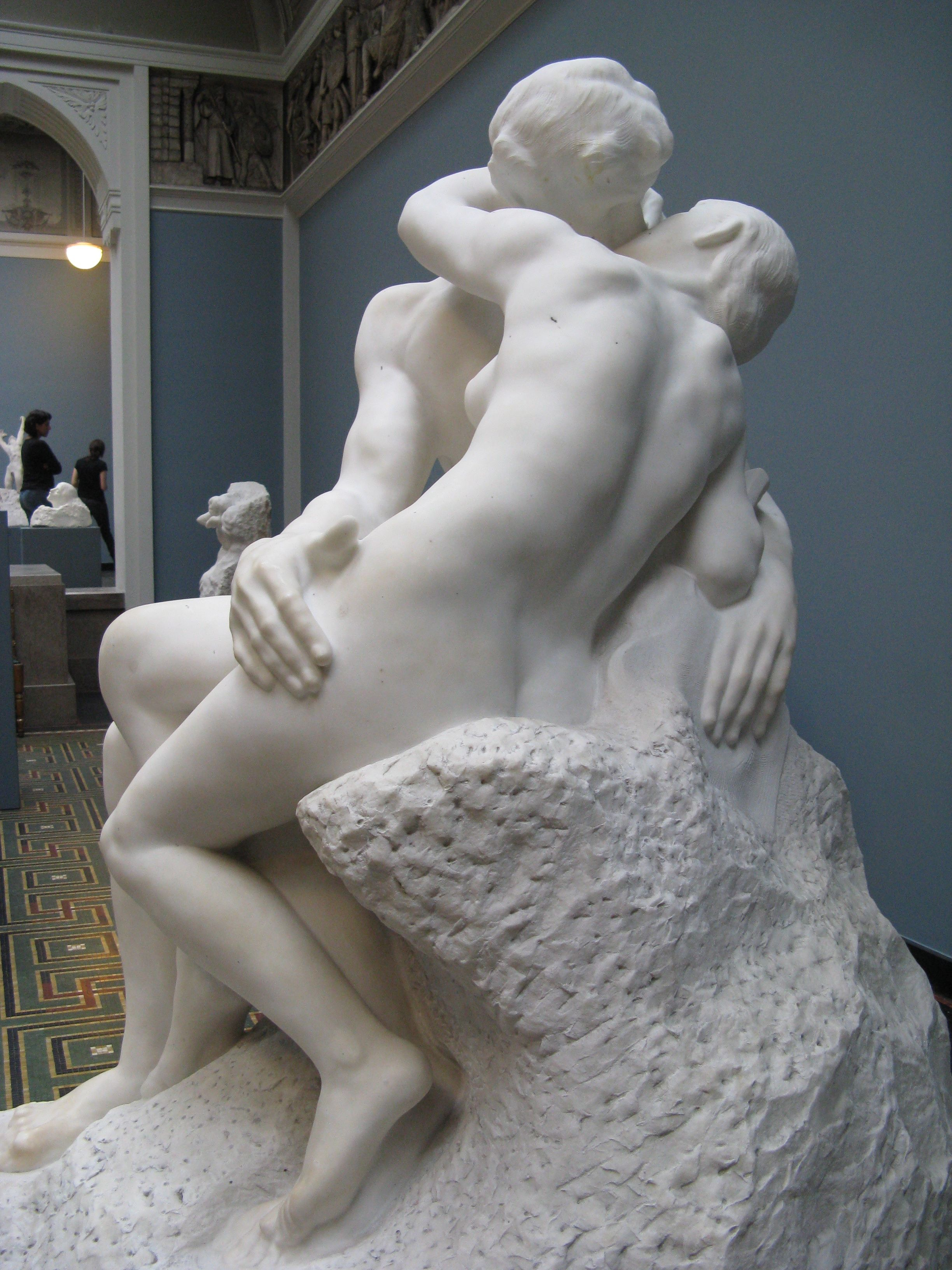
Le baiser d'Auguste Rodin, statue en marbre réalisée par Emmanuel Dolivet

Emmanuel Dolivet meurt le 18 novembre 1910 à Paris. Après son décès, sa veuve fait don de la maquette du Monument à Madame de Sévigné ainsi que celle du Monument de la réunion de la Bretagne à la France au musée des beaux-arts de Rennes.

## Œuvres dans les collections publiques

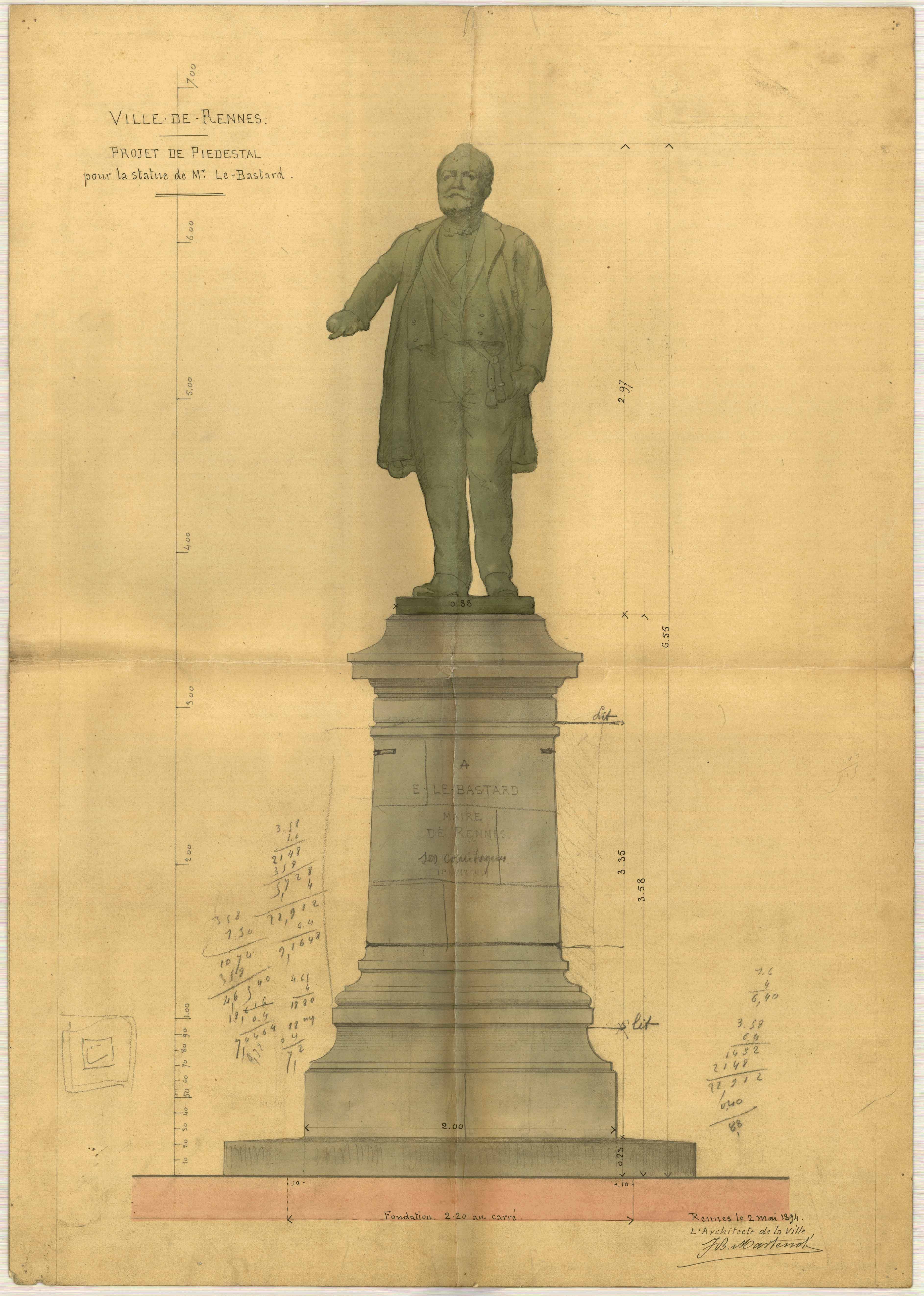
Jean-Baptiste Martenot, Projet de piédestal pour le Monument à Edgard Le Bastard (1894), archives municipales de Rennes.

- Montrouge, cimetière de Montrouge : La Pleureuse, statue en bronze ornant la tombe de l’artiste[4].
- Rennes :
  - avenue de la Préfecture : Monument aux morts de 1870, ou Monument aux mobiles, inauguré le 12 août 1896 dans le boulevard de la Liberté à Rennes, il est déplacé en 2007 devant la préfecture d'Ille-et-Vilaine et de la Région Bretagne[5].
  - musée des beaux-arts :
    - Madeleine, Salon de 1886[6], statue en marbre représentant sainte Marie-Madeleine[7], plâtre exposé au Salon de 1882, mention honorable[8] ;
    - Tête de Le Bastard  (1836-1892), 1895, bronze, vestige du Monument à Edgar Le Bastard détruit en 1943[9] ;
    - Buste de Lucien Lecombe, 1897, plâtre, Salon de 1898[10],[11] ;
    - Monument de la réunion de la Bretagne à la France, maquette [Conservé et exposé au musée de Vitré[3] ] pour un projet de monument destiné à l’hôtel de ville de Rennes[12]. .

  - place de la République : Monument à Edgard Le Bastard, 1895, statue en bronze du maire de Rennes entre 1880 et 1892, fondue par la fonderie Thiébaut Frères et inaugurée le 14 juillet 1895 devant l’entrée du palais du Commerce dont il est à l’origine. Le monument est ensuite déplacé place Hoche en 1931, puis en partie détruit sous le régime de Vichy dans le cadre de la mobilisation des métaux non ferreux[13], seule la tête ayant échappé à la destruction est conservée au musée des beaux-arts de Rennes[9].
  - place du Champ-Jacquet : Monument à Jean Leperdit, 1892. La statue en bronze du maire de Rennes en 1794-1795 est présentée au Salon de 1892. Le monument est inauguré le 22 septembre 1892. La statue est envoyée à la fonte en 1941 dans le cadre de la mobilisation des métaux non ferreux sous le régime de Vichy. Elle a été refondue en 1991 à partir du plâtre original et réinstallée le 14 décembre 1994[14].
- Saint-Hilaire-le-Vouhis : Monument à Henri Adolphe Archereau, inauguré le 27 septembre 1896[15]. Envoyé à la fonte sous le régime de Vichy, il a été remplacé en 1956, par un buste en pierre[16].
- Vitré, jardin du parc : Monument à Madame de Sévigné, 1911. En 1893, un comité se forme pour commémorer le bicentenaire de la mort de la célèbre épistolière avec le projet de lui élever un monument, mais la reconnaissance des Vitréens n’est pas unanime. Le projet n’est finalisé qu’en 1909 et est confié à Dolivet qui meurt en 1910 sans avoir pu le terminer. La statue est achevée par Hippolyte Lefèbvre à partir de la maquette originale. Le monument est inauguré le 8 octobre 1911, sous la présidence de Paul Deschanel[17],[18].

Œuvres d'Emmanuel Dolivet
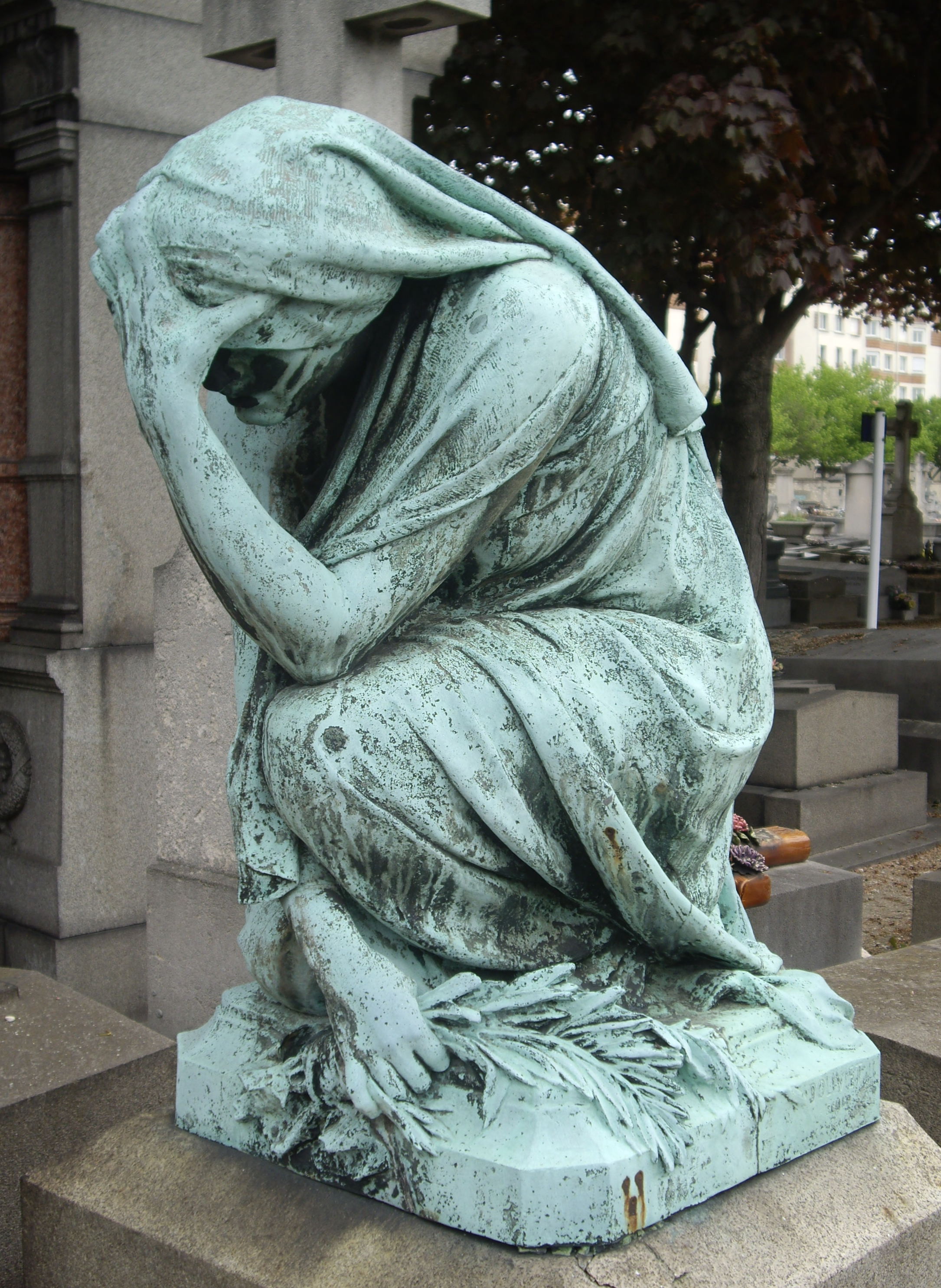
La Pleureuse, tombe de l'artiste, cimetière de Montrouge.
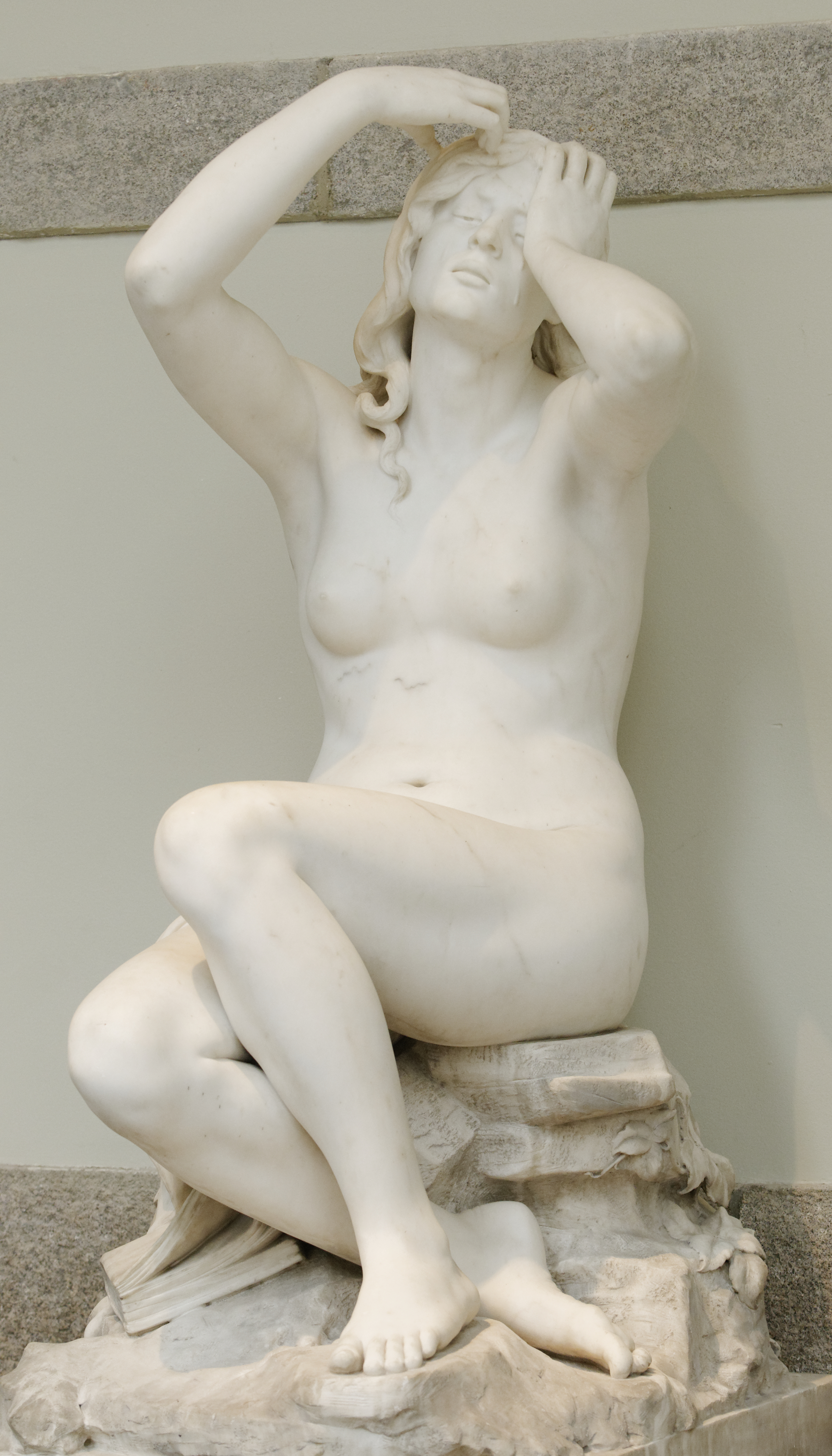
Madeleine (1886), musée des beaux-arts de Rennes.
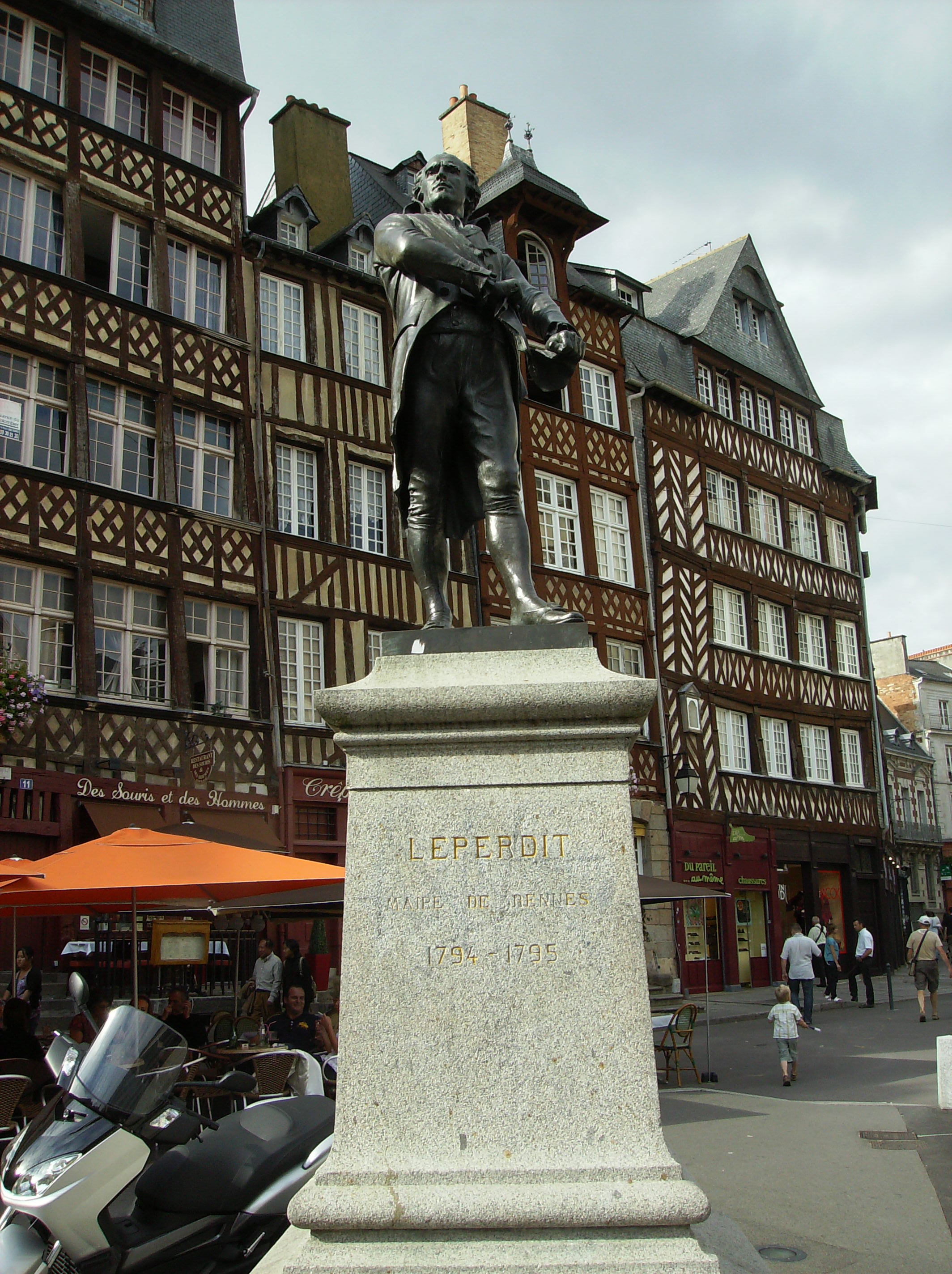
Monument à Jean Leperdit (1892) , Rennes, place du Champ-Jacquet.